# Jordi Grau Mora
Jordi Grau Mora és un exjugador de basquetbol català.
Es va formar com a jugador de bàsquet a l'Escola dels Maristes de Sant Joan, a Barcelona, jugant posteriorment també al Laietà i al Club Esportiu Hispano Francès. A l'edat de juvenil fitxa pel Club Joventut Badalona amb qui arribarà a ser internacional Júnior, Debutant amb al primer equip la temporada 1967-68. En les dues temporades que va jugar al club badaloní va proclamar-se campió d'Espanya l'any 1969, la coneguda llavors com Copa del Generalíssim, derrotant el Reial Madrid en la final disputada a Ourense. També va ser subcampió de Lliga i Copa la temporada anterior. La temporada 69-70 canvia de club però no de ciutat, fitxant pel Sant Josep de Badalona. Acaba els seus anys de pràctica activa al CP Castellar.
Es va formar com a advocat, i l'any 1979 s'integra a la Federació Catalana de Basquetbol passant a formar part del Comitè de Competició. L'any 1991 deixa el càrrec a la federació per integrar-se a l'ACB, per realitzar l'arbitratge entre clubs i jugadors. El 1995 torna a la catalana per ser el responsable del Comitè d'Apel·lació, càrrec que va exercir fins al 2012. L'any 2014 va ser nomenat "Històric del bàsquet català" per la Fundació del Bàsquet Català de la Federació Catalana de Basquetbol.